# Ulrike Zemme
Ulrike Zemme (* 27. Juli 1956 in Linz, Oberösterreich; † 14. November 2017 in Wien) war eine österreichische Dramaturgin und Übersetzerin.

## Leben
Zemme studierte Slawistik und Germanistik an der Universität Salzburg. Von 1989 bis 1995 war sie Produktionsdramaturgin am Wiener Burgtheater bzw. Akademietheater. Sie übersetzte ausgewählte Werke von Maxim Gorki und Anton Tschechow ins Deutsche (u. a. Iwanow und Kirschgarten) sowie Sonnenuntergang von (Isaak Babel).
1998 wechselte sie an das Theater in der Josefstadt, wo sie unter Intendant Herbert Föttinger von 2006 bis zu ihrem Tod die Chefdramaturgin war. Sie war an Ur- und Erstaufführungen in der Josefstadt beteiligt. 
Sie erlag im November 2017 einer kurzen, schweren Krankheit.